# وارنر والی (کالیفرنیا)
وارنر والی (به انگلیسی: Warner Valley) یک منطقهٔ مسکونی در ایالات متحده آمریکا است که در شهرستان پلوماس، کالیفرنیا واقع شده‌است. وارنر والی ۴۵٫۳۹۲ کیلومتر مربع مساحت و ۲ نفر جمعیت دارد و ۱٬۹۸۳٫۹۷ متر بالاتر از سطح دریا واقع شده‌است.